# Javier Menéndez Flores
Javier Menéndez Flores (Madrid, 14 de febrero de 1969) es un escritor y periodista español. Como escritor ha cultivado la novela, la biografía y el ensayo periodístico.

## Biografía
Comenzó su andadura en la histórica Guía del Ocio de Madrid, donde durante un lustro se ocupó de la crónica nocturna y de las entrevistas. Desde entonces ha colaborado con asiduidad en otras muchas publicaciones, como las revistas Rolling Stone (donde firmó una columna desde principios de 2009 hasta finales de 2013), Man y, fundamentalmente, Interviú, para la que a lo largo de quince años entrevistó a fondo a más de quinientas personalidades del mundo de la cultura y el espectáculo, y el diario El Mundo.
Además de libros de ficción, y documentales, ha escrito sobre figuras del pop español como Joaquín Sabina, a quien ha dedicado tres ensayos, o la banda de rock Extremoduro.
En la actualidad escribe artículos de opinión en la sección de cultura del diario La Razón.

## Obras
Novela
- Los desolados (Plaza & Janés, 2005)
- El adiós de los nuestros (Ediciones B, 2006)
- con Melchor Miralles: El hombre que no fui (La Esfera de los Libros, 2017)
- Todos nosotros (Planeta, 2020)

Biografía
- Joaquín Sabina. Perdonen la tristeza (Plaza & Janés, 2000; rev. y act.: Libros Cúpula, 2018)
- Miguel Bosé. Con tu nombre de beso (Plaza & Janés, 2003)
- Sabina en carne viva. Yo también sé jugarme la boca (Ediciones B, 2006)
- Guapos de leyenda. Los hombres más bellos del cine (Ediciones B, 2008)
- Lolita. Flores y alguna espina (Ediciones Martínez Roca, 2009)
- Dani Martín. Soñar no es de locos: mi pequeño recorrido (Temas de Hoy, 2011)
- Extremoduro. De profundis. La historia autorizada (Grijalbo, 2013; rev. y act.: Libros Cúpula, 2022)
- Sabina. No amanece jamás (Blume Editorial, 2016)
- Madrid sí fue una fiesta. La Movida, y mucho más, de la A a la Z (Libros Cúpula, 2021)

Libros de entrevistas
- Miénteme mientras me besas. Encuentro con la música (Plaza & Janés, 2001)
- Arte en vena. 50 creadores se confiesan (Ediciones B, 2007)
- Si tú me dices... Conversaciones con grandes figuras de la música (Libros Cúpula, 2024)